# Club Rugby Tarragona
El  Club Rugby Tarragona  és un club de rugbi del Camp de Tarragona. Actualment disposa d'equips en totes les categories des de Sub 6-8 a sènior i un equip social de veterans, els Old Vultures.
Puntualment, s'han disputat altres trofeus, com el Quatre Barres, que el 2007 els va dur per primer cop a jugar fora de Catalunya. La temporada 2009 es va crear un equip de rugbi a 13 que participà en el Campionat de Catalunya de Rugby Lliga. L'any 2011 va celebrar el seu 25è aniversari amb diverses activitats. La temporada 2014-2015 el Primer Equip sènior va jugar a la lliga de Primera Catalana de la Federació Catalana de Rugby, obtenint el títol de campió. Les darreres temporades 2015-2016 i 2016-2017 ha competit al màxim nivell a Catalunya, la Divisió d'Honor Catalana.
El Club Rugby Tarragona organitza la Trobada d'Escoles de Rugbi Ciutat de Tarragona que se celebra cada any entre els mesos de febrer i març. Aquest esdeveniment està reconegut per la Federació Catalana de Rugby com una de les trobades d'escoles de rugby més importants del territori català.